# Tonga aux Jeux olympiques d'été de 1996
Les Tonga participent aux Jeux olympiques d'été de 1996 à Atlanta aux États-Unis. Il s'agit de leur 4e participation à des Jeux d'été. Durant ces jeux, les Tonga gagnent leur première médaille olympique.

## Médaille

### Médailles d'argent
| Sport                  | Discipline         | Sportifs       | Performance       |
| Médailles d'argent : 1 |                    |                |                   |
| Boxe                   | super poids lourds | Paea Wolfgramm | Médaille d'argent |

## Athlètes engagés

### Athlétisme
Hommes
- 100m : Toluta'u Koula

Femmes
- Saut en longueur : Ana Liku - Qualification : 6,06 mètres.

### Boxe
- Shane Heaps

- Paea Wolfgramm médaille d'argent - a perdu en finale contre Wladimir Klitschko (Ukraine) 3-7

### Haltérophilie
- Viliami Tapaatoutai